# بش قول
بش قول (به لاتین: Besh Qol) یک منطقهٔ مسکونی در افغانستان است که در ولایت سمنگان واقع شده‌است.